# Großer Preis von Indien
Der Große Preis von Indien wurde in der Formel-1-Saison 2011 bis zur Formel-1-Saison 2013 jährlich als Rennen der Formel-1-Weltmeisterschaft in Indien ausgetragen. Alle drei Rennen konnte Sebastian Vettel gewinnen; er sicherte sich auch jeweils die Pole-Position. Den Rundenrekord im Rennen hält ebenfalls Vettel mit einer Zeit von 1:27,249 min, die er 2011 erzielte.
Hauptsponsor der Veranstaltung war das indische Telekommunikationsunternehmen Bharti Airtel.

## Strecke
Die Rennstrecke, der Buddh International Circuit, wurde etwa 50 Kilometer südlich von Delhi gelegen in Greater Noida errichtet, hat eine Länge von 5,137 Kilometern und wurde vom bekannten Rennstrecken-Designer Hermann Tilke entworfen.

## Geschichte
Trotz der für indische Durchschnittsverdiener sehr hohen Eintrittspreise war der erste Grand Prix auf dem Kurs mit 95.000 Besuchern gut besucht.
Nachdem die Zuschauerzahlen drastisch gesunken waren wurde der Grand Prix bereits nach der dritten Austragung wieder aus dem Kalender der Formel-1-Weltmeisterschaft gestrichen. Einer der Gründe war neben dem geringen Zuschauerzuspruch, bürokratischen Hürden und finanziellen Problem des Veranstalters (der Große Preis von Indien gehörte zu den wenigen Grands Prix, die nicht von der jeweiligen Landesregierung unterstützt werden) auch die für die Teams zu hohe Steuerlast. Ursprünglich war bereits für 2015 die Rückkehr des Rennens in den Kalender geplant, danach für 2017, beide Termine wurden jedoch nicht in die jeweiligen Kalender aufgenommen.

## Ergebnisse
| Auflage | Jahr | Strecke       | Sieger                              | Zweiter                          | Dritter                         | Pole-Position                       | Schnellste Runde                    |
| ------- | ---- | ------------- | ----------------------------------- | -------------------------------- | ------------------------------- | ----------------------------------- | ----------------------------------- |
| 1       | 2011 | Greater Noida | Sebastian Vettel (Red Bull-Renault) | Jenson Button (McLaren-Mercedes) | Fernando Alonso (Ferrari)       | Sebastian Vettel (Red Bull-Renault) | Sebastian Vettel (Red Bull-Renault) |
| 2       | 2012 | Greater Noida | Sebastian Vettel (Red Bull-Renault) | Fernando Alonso (Ferrari)        | Mark Webber (Red Bull-Renault)  | Sebastian Vettel (Red Bull-Renault) | Jenson Button (McLaren-Mercedes)    |
| 3       | 2013 | Greater Noida | Sebastian Vettel (Red Bull-Renault) | Nico Rosberg (Mercedes)          | Romain Grosjean (Lotus-Renault) | Sebastian Vettel (Red Bull-Renault) | Kimi Räikkönen (Lotus-Renault)      |